# Lido di Classe
Lido di Classe est une frazione de la commune de Ravenne dans la province de Ravenne de la région Émilie-Romagne. Elle se trouve au sud de l'embouchure du Savio et au nord de la zone côtière de la Pineta di Classe.